# Monrovia
För andra betydelser, se Monrovia (olika betydelser).
Monrovia är huvudstad i Liberia i Västafrika och hade cirka 1 miljon invånare vid folkräkningen 2008. Den ligger på en halvö mellan Atlanten och Mesuradofloden och är en större hamn. Monrovia är belägen i regionen Montserrado, men är trots sin storlek och betydelse inte dess administrativa huvudort. Den betydligt mindre orten Bensonville, som ligger strax nordost om Monrovia, har i stället givits denna funktion.

## Historia
Området var redan befolkat när det döptes till Cape Mesurado av portugisiska sjöfarare på 1560-talet, men staden grundades inte förrän i april 1822, när ön Providence, som idag är sammankopplad med stadens centrum via en bro, befolkades av amerikanska befriade slavar. Staden döptes efter James Monroe, den dåvarande amerikanska presidenten. Det är den enda huvudstaden utanför USA som är döpt efter en amerikansk president.

## Klimat
Enligt Köppens klimatklassifikation, klassas Monrovia ha ett tropiskt monsunklimat. Under ett år mottar Monrovia en stor mängd nederbörd. Stadens medelnederbörd per år är runt 5140 mm. Klimatet karaktäriseras av en regnperiod och en torrperiod, men nederbörd förekommer även under torrperioden. Temperaturen förblir konstant under året och är runt 26 grader Celsius.
|                                            | Jan | Feb | Mar | Apr | Maj | Jun | Jul | Aug | Sep | Okt | Nov | Dec |
| ------------------------------------------ | --- | --- | --- | --- | --- | --- | --- | --- | --- | --- | --- | --- |
| Normaldygnets maximitemperaturs medelvärde | 30  | 29  | 31  | 31  | 30  | 27  | 27  | 27  | 27  | 28  | 29  | 30  |
| Normaldygnets minimitemperaturs medelvärde | 23  | 23  | 23  | 23  | 22  | 23  | 22  | 23  | 22  | 22  | 23  | 23  |
|                                            |     |     |     |     |     |     |     |     |     |     |     |     |
| Nederbörd                                  | 31  | 56  | 97  | 216 | 516 | 973 | 996 | 373 | 744 | 772 | 236 | 130 |

| Diagram | temperaturer i °C • månadsnederbörd i mm | temperaturer i °C • månadsnederbörd i mm | temperaturer i °C • månadsnederbörd i mm | temperaturer i °C • månadsnederbörd i mm | temperaturer i °C • månadsnederbörd i mm | temperaturer i °C • månadsnederbörd i mm | temperaturer i °C • månadsnederbörd i mm | temperaturer i °C • månadsnederbörd i mm | temperaturer i °C • månadsnederbörd i mm | temperaturer i °C • månadsnederbörd i mm | temperaturer i °C • månadsnederbörd i mm | temperaturer i °C • månadsnederbörd i mm |
|         | 31 30 23                                 | 56 29 23                                 | 97 31 23                                 | 216 31 23                                | 516 30 22                                | 973 27 23                                | 996 27 22                                | 373 27 23                                | 744 27 22                                | 772 28 22                                | 236 29 23                                | 130 30 23                                |

## Ekonomi
Monrovia är Liberias administrativa, kommersiella och finansiella centrum. Stadens ekonomi domineras av dess hamn, som expanderades rejält av amerikanska trupper under andra världskriget. Huvudexporten består av latex och järnmalm. Hamnen har också stora lagrings- och reparationsutrymmen.